# Sierra Nevada (Spagna)
La Sierra Nevada è un massiccio montuoso della Spagna meridionale, nella regione dell'Andalusia, esteso nella parte centrale e sud-orientale della provincia di Granada e in parte nella zona sud-occidentale della provincia di Almería. Comprende il picco più elevato della penisola iberica, il monte Mulhacén, che rappresenta, dopo i rilievi delle Alpi, anche la maggior elevazione dell'Europa occidentale. Nel 1986 è stata dichiarata riserva della biosfera dall'UNESCO e gran parte del suo territorio è stato incluso nel Parco nazionale della Sierra Nevada in relazione al suo grande valore paesaggistico e botanico.

## Geografia
In posizione centrale nel massiccio si trova la sella che si sviluppa in senso generale in direzione ovest-sud-ovest - est-nord-est, separando i due versanti. Lo spartiacque si trova sempre a quote che superano i 3000 m s.l.m. di altitudine. Nella parte meridionale della catena, i versanti formano diverse lunghe e strette valli si sviluppano verso sud-est, separate da numerosi valichi minori. Sul versante settentrionale, più scosceso e ripido, le valli presentano un orientamento meno regolare. Questo lato è dominato dal Rio Genil, che ha origine presso il monte Mulhacén, nel quale confluiscono molti affluenti. Nella parte settentrionale è presente anche l'Osservatorio della Sierra Nevada, localizzato a 2896 m s.l.m. e gestito dall'Istituto di Astrofísica dell'Andalusia, e il radiotelescopio IRAM.

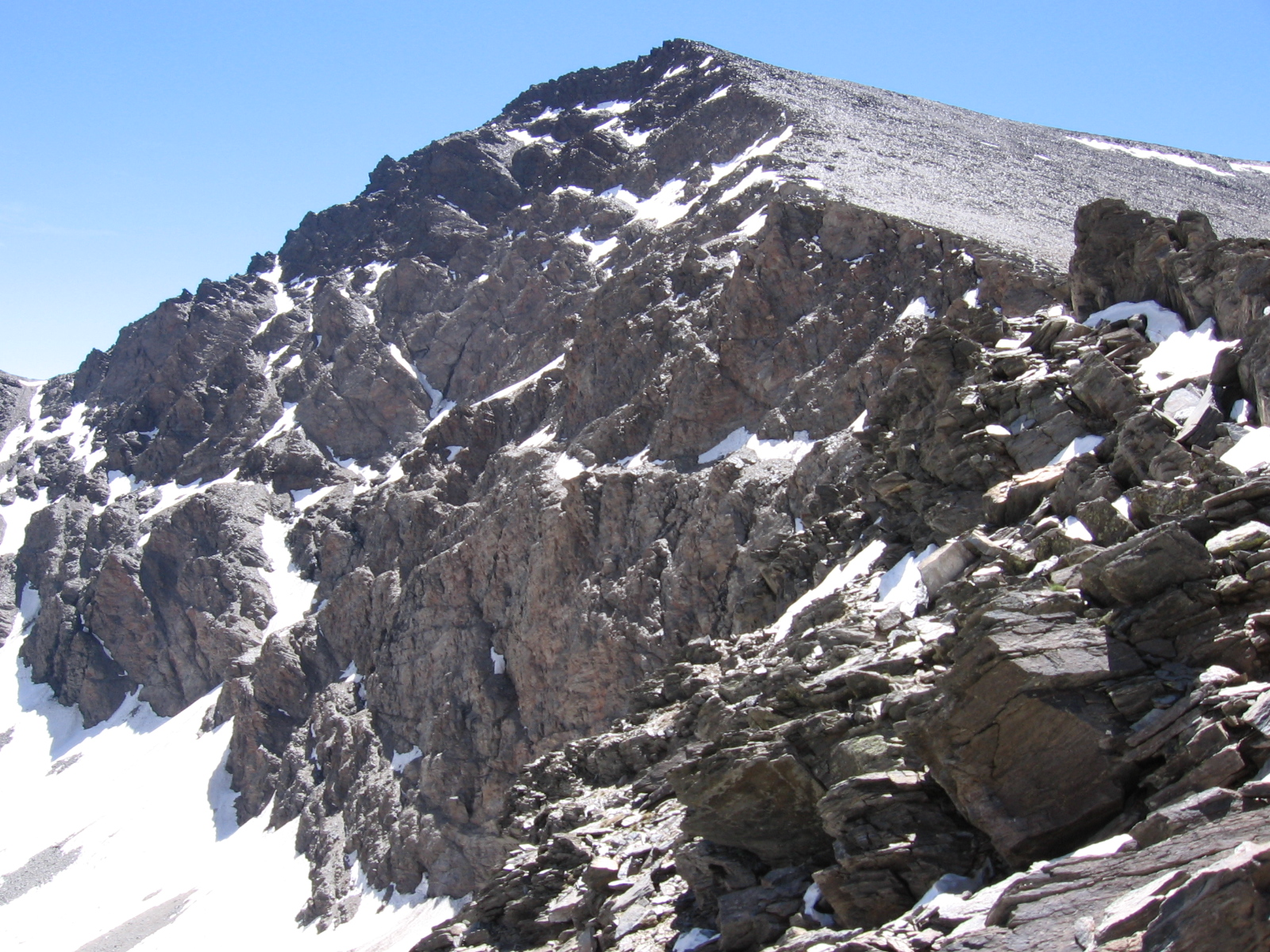
Mulhacén

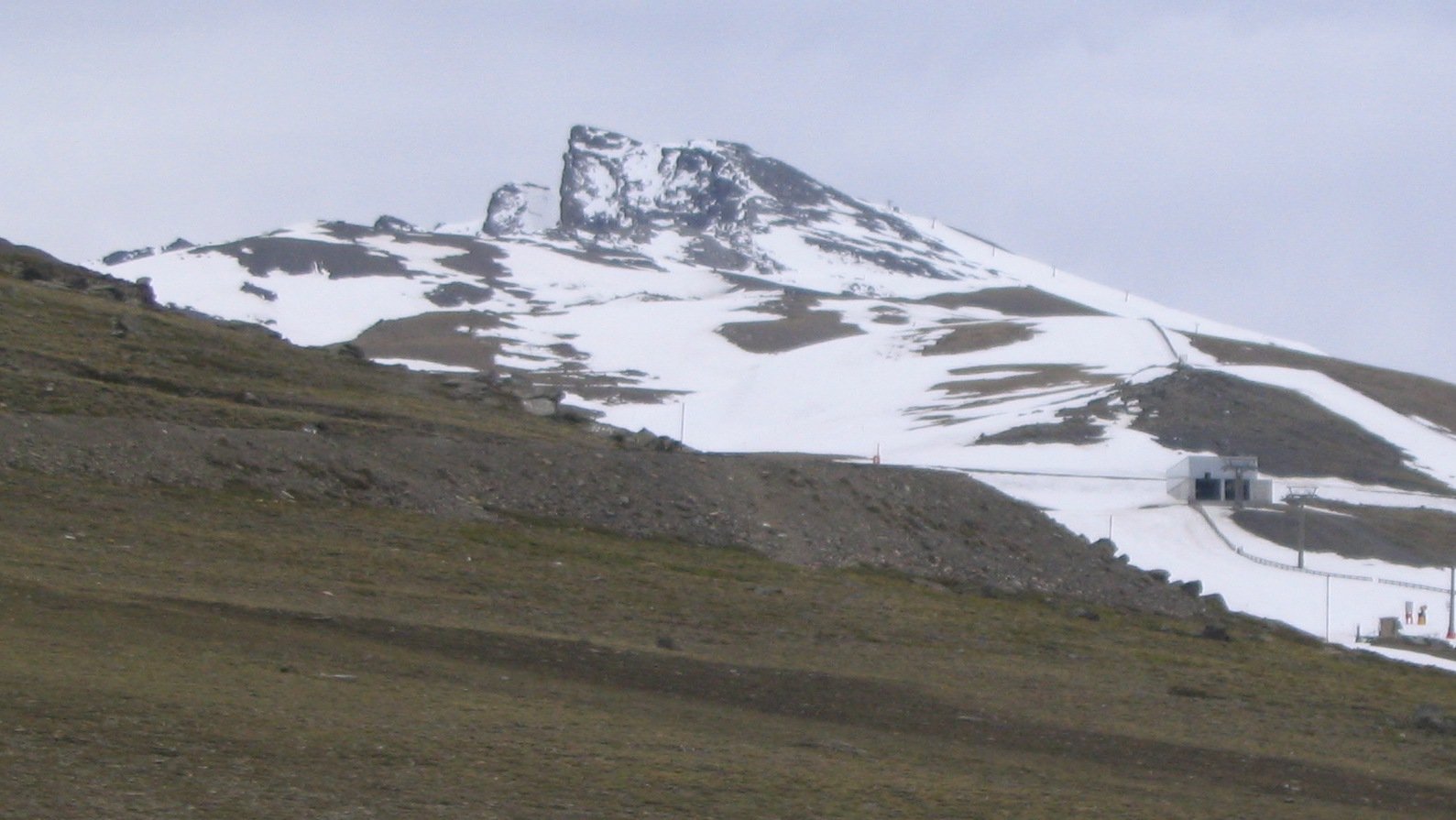
Il pico del Veleta

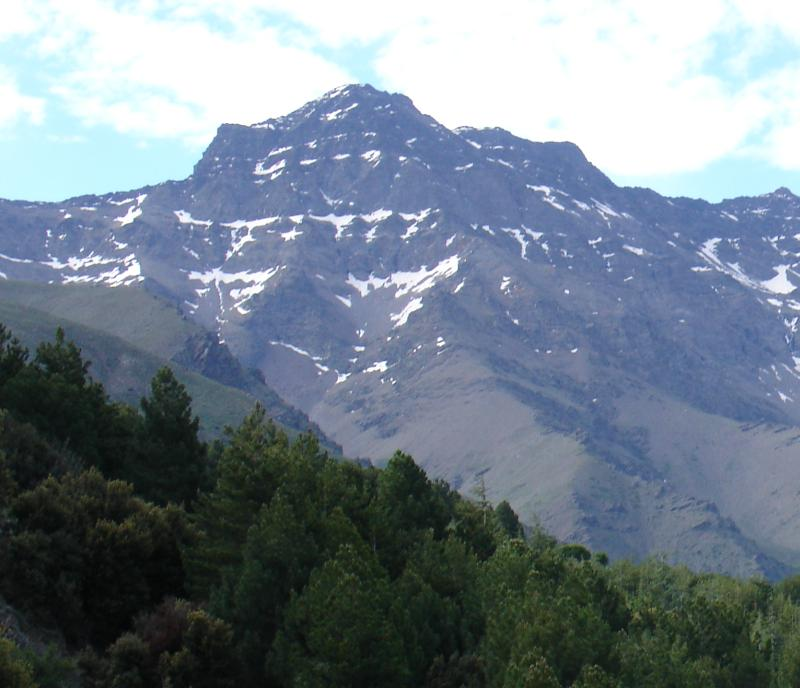
La vetta Alcazaba

### Vette principali
| Vetta                   | Altitudine in m s.l.m. |
| ----------------------- | ---------------------- |
| Mulhacén                | 3479 m                 |
| Pico del Veleta         | 3396 m                 |
| Alcazaba                | 3371 m                 |
| Cerro los Machos        |                        |
| Puntal de Siete Lagunas |                        |
| Puntal Caldera          |                        |
| Pico de Elorrieta       |                        |
| Crestones Río Seco      |                        |
| Loma Pelada             |                        |
| Cerro Pelado            |                        |
| Tajos de la Virgen      |                        |
| Cartujo                 |                        |
| Pico del Cuervo         |                        |
| Atalaya                 |                        |
| Puntal de Vacares       |                        |
| Cerro Rasero            |                        |
| Tajos del Nevero        |                        |
| Raspones Río Seco       |                        |
| Tajos Altos             |                        |
| Picón de Jeres          |                        |
| Tajo de los Machos      |                        |
| Cerrillo Redondo        |                        |
| Juego de Bolos          |                        |
| Caballo                 |                        |
| Monte Chullo            |                        |
| Peñon de Polarda        |                        |

### Rifugi e bivacchi
Nella catena sono presenti tre rifugi alpini:
- Refugio del Poqueira - 2.500 m s.l.m.
- Refugio Postero Alto - 1.880 m s.l.m.
- Albergue Puerto de la Ragua - 2000 m s.l.m.

Esistono inoltre numerosi bivacchi, alcuni in cattive condizioni: La Carihuela, La Caldera, Rosales, Elorrieta, Peña Partida, La cucaracha, El Vadillo, Barranco del Aceral, El Caballo ed El Chullo. È inoltre possibile raggiungere facilmente il cuore del massiccio attraverso una strada di montagna, che a partire da Granada (640 m s.l.m.) sale fino ai 3150 m s.l. m. risultando così la strada più alta d'Europa.

### Formazione
La Sierra Nevada si è formata durante l'orogenesi alpina, un processo che diede origine ad altri rilievi montani, tra cui le Alpi a ovest, nell'Europa centrale, e le montagne dell'Atlante a sud, nell'Africa settentrionale. L'attuale conformazione della Sierra si deve al Terziario (da 65 a 1,8 milioni di anni fa) e deriva dalla collisione tra le placche africana e euroasiatica.

## Ambiente

### Flora e fauna

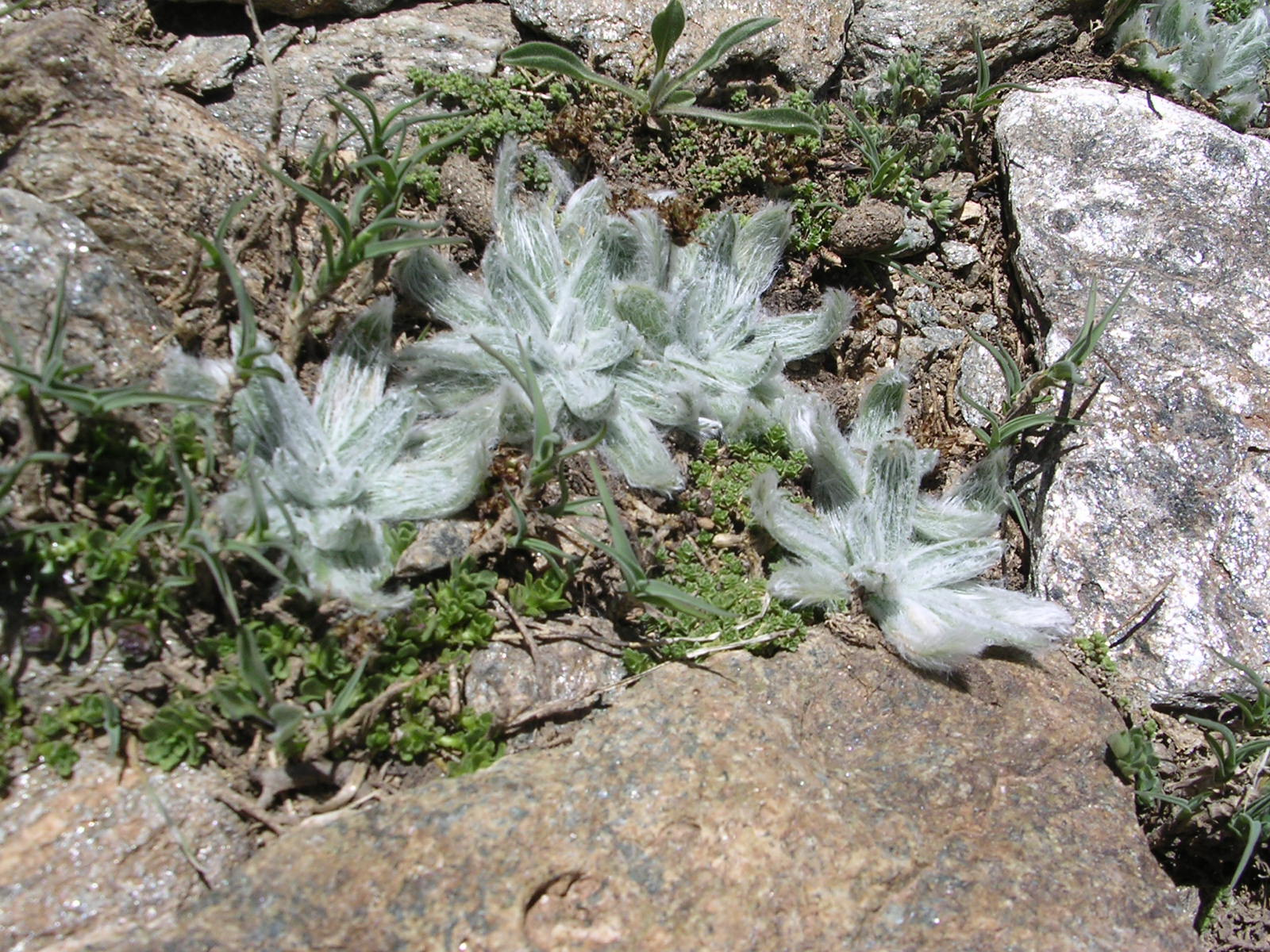
La stella delle nevi (Plantago nivalis), una specie endemica della Sierra Nevada

In relazione al suo isolamento e alla sua altitudine, dalla fine della glaciazione del Würm, il massiccio è divenuto il rifugio di diverse specie vegetali inadatte alle latitudini mediterranee.
Secondo i dati del Ministero dell'Ambiente di Spagna, nella Sierra Nevada sono presenti: 66 specie vegetali e 80 animali di tipo endemico. Questo configura la catena come la zona con la maggior biodiversità della Spagna e una delle maggiori in Europa. Il suo territorio fa parte di un'area protetta dal 1989, il Parco nazionale della Sierra Nevada, che si estende per 169.239 ettari nelle province di Granada e Almería e comprende più di 60 comuni.

## Turismo

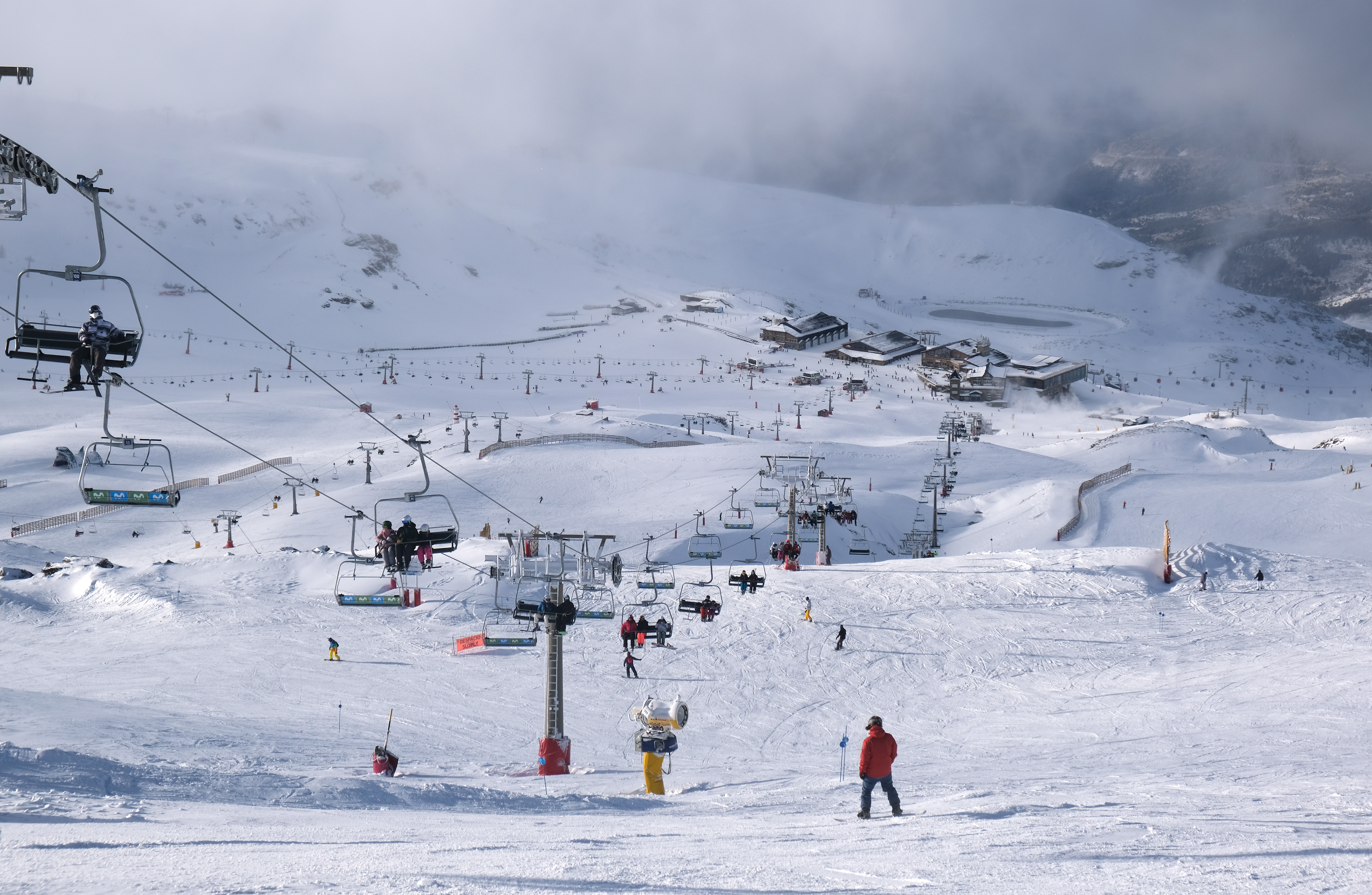
Le piste e gli impianti di risalita.

La Sierra Nevada è un'importante meta del turismo montano: nelle sue alte montagne e nei suoi versanti è possibile sciare in numerose stazioni sciistiche, che sono anche le più elevate della Spagna. Le località turistiche della catena ospitarono i mondiali di sci alpino del 1996 e i mondiali di mountain bike del 2000. Ai piedi del complesso si trovano la città di Granada e, a maggior distanza, Malaga e Almería.

## Bibliografia

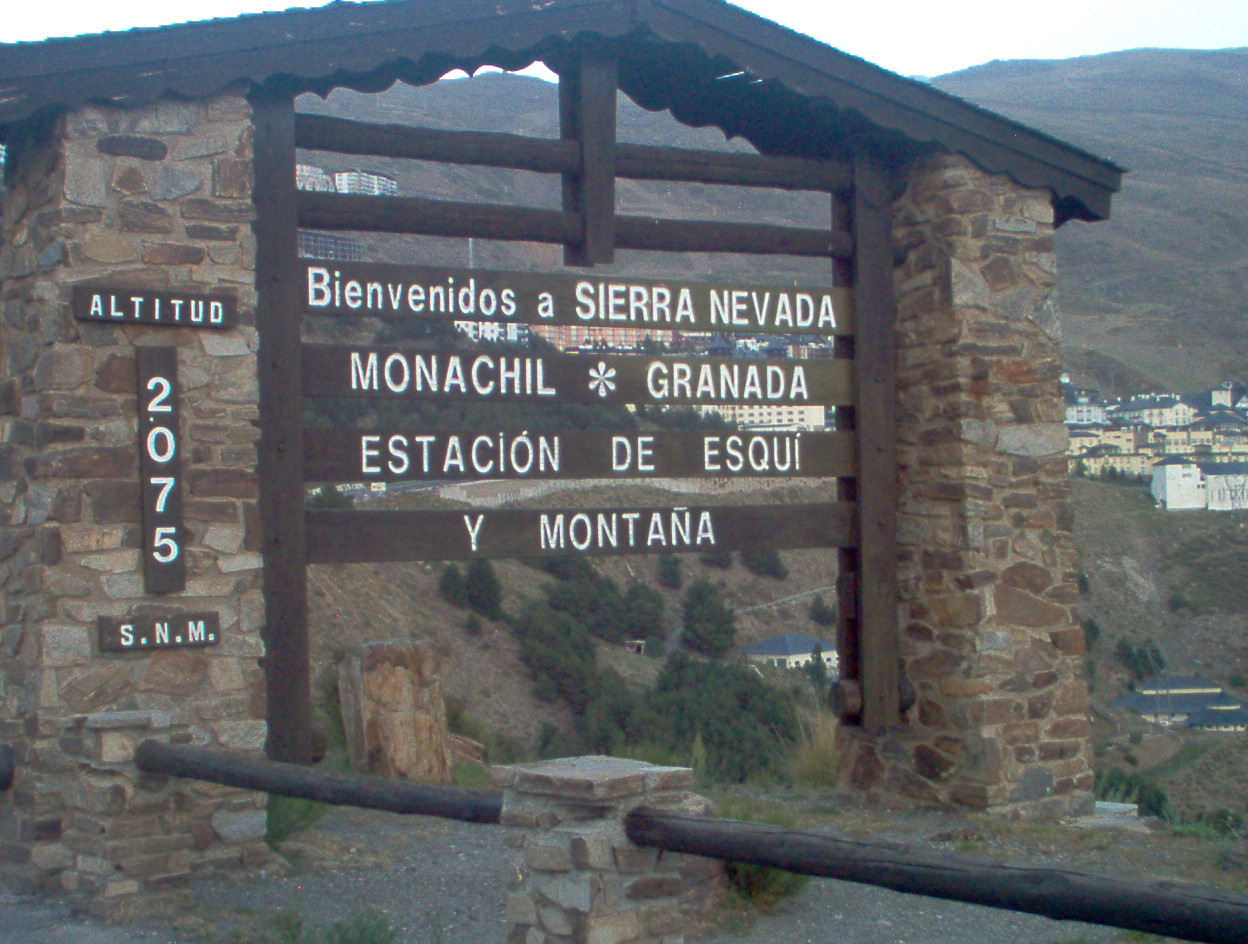